# Сініон
Сініон (Sinnion або Synion) — був лідером болгар (оногурів), що мешкали на теренах сучасної України, після 551 року, який служив Белізарію (Belisarius).
Під проводом Сініона 2000 булгар оселилися у Фракії за імператора Візантії Юстиніаном I. Спираючись на записи в історії, жив e часи Юстиніана I, Санділа, Заберхана, Кандіка і Саросіуса.
Його наступником був Заберхан — князь болгар та кутригурів.